# Агирре Рамирес, Гонсало
Гонсало Аги́рре Рами́рес (исп. Gonzalo Aguirre Ramírez; 25 января 1940, Монтевидео, Уругвай — 27 апреля 2021, там же) — уругвайский политический, государственный и общественный деятель, вице-президент Уругвая (1 марта 1990 — 1 марта 1995), юрист, журналист. Сенатор Уругвая (1985—1990).

## Биография
Сын известного мясопроизводителя. Внук юриста и националистического политика Хуана Андреса Рамиреса (1875—1963).
Окончил юридический факультет Республиканского университета Уругвая, стал известным юристом по конституционному праву. Активно заниматься политикой стал во время военной диктатуры в Уругвае (1973—1985). Участник Национального движения. Позже в 1987 году основал собственную политическую партию Renovación y Victoria, которая в 1988 году вошла в коалицию с Национальной партии Уругвая.
Член Национальной партии Уругвая, один из главных переговорщиков своей партии. На выборах 1984 года, положивших конец фактическому правлению военной диктатуры, был кандидатом на пост вице-президента республики, но проиграл.
В 1985—1990 годах — член Сената Уругвая.
Занял кресло вице-президента Уругвая в 1990 году при президенте Луисе Лакалье де Эррера.
Позже продолжил заниматься юридической и журналистской деятельностью, сотрудничал с газетой El País в Монтевидео. Часто выступал в качестве консультанта по конституционным вопросам; участвовал в подготовке проекта конституционной реформы 1996 года.
В конце жизни страдал от болезни Паркинсона. В апреле 2021 года заболел covid-19. Хотя и победил болезнь, у него возникли другие проблемы со здоровьем.
Умер 27 апреля 2021 года.